# Le soldatesse
Le soldatesse è un film del 1965 diretto da Valerio Zurlini, tratto dall'omonimo romanzo del 1956 di Ugo Pirro.
Al momento dell'uscita del film nelle sale italiane Valerio Zurlini affidò alla stampa un comunicato molto duro nei confronti del produttore Moris Ergas, lamentandosi dei numerosi tagli che erano stati imposti alla pellicola originale.

## Trama
Grecia, 1941, durante l'occupazione italiana. Il tenente italiano Gaetano Martino, in licenza ad Atene, disgustato dallo spettacolo di miseria e morte che lo circonda, desidera ritornare al più presto alla sua guarnigione ad Ocrida; non essendoci altri mezzi disponibili per il lungo viaggio, assume la missione di accompagnare alle rispettive sedi un gruppo di dodici prostitute destinate ai militari, perché la consegna finale dovrebbe essere proprio Ocrida.
A guidare l'autocarro che trasporta le ragazze e che risale la penisola verso l'Albania è il maturo sergente Castagnoli, un toscano estroverso e simpatico. Martino assume l'incarico di malavoglia, ma durante il viaggio tra lui e le donne si crea a poco a poco un rapporto di solidarietà e di comprensione.
Tra le ragazze c'è Eftichia, dal carattere forte e volitivo, animata da un odio feroce nei confronti del nemico e dal disgusto per le umiliazioni che deve subire per sopravvivere; l'italiana Ebe, cinica e disillusa, attaccata al denaro ma capace di gesti di grande generosità; Elenitza, dolce e mansueta, che cerca di vivere il dramma con allegra rassegnazione senza pensarci troppo; infine le due sorelle Toula e Panaiota.
Nell'attraversare zone ancora controllate dai partigiani, il convoglio viene fermato ad un posto di blocco e al gruppo si aggiunge il seniore (maggiore) delle camicie nere Alessi, che con il suo atteggiamento ed i suoi approcci con le donne irrita il tenente Martino.
Mentre il gruppo si assottiglia ogni volta che le ragazze giungono alla loro destinazione, si sviluppano stretti legami tra gli italiani e le ragazze: Castagnoli ed Ebe gradualmente si innamorano, il seniore e Toula fanno l'amore senza coinvolgimenti emotivi, ed Elenitza fa l'amore con Martino pur rendendosi conto che lui ed Eftichia si stanno innamorando nel corso di continue discussioni.
Dopo una sosta notturna in una carrozza ferroviaria abbandonata, una ragazza viene consegnata ad un camion di camicie nere che prosegue il viaggio verso la propria destinazione. Quando anche il nostro autocarro riprende il percorso tra le montagne, dopo pochi chilometri si imbatte nello stesso convoglio delle camicie nere trucidate dai partigiani, e insieme a loro giace anche il cadavere della ragazza consegnata poco prima. La paura assale Castagnoli che vorrebbe tornare indietro suscitando l'ira di Alessi, allora interviene il tenente che calma il maggiore e passa alla guida. Ma il destino è ormai segnato, il gruppo viene a sua volta attaccato dai partigiani: le raffiche di mitragliatrice colpiscono Castagnoli e Elenitza resta gravemente ferita, Martino, a causa di una gomma forata dai proiettili e di una bomba incendiaria, perde il controllo del mezzo che esce di strada e si rovescia continuando a bruciare. Si rifugiano in un casolare abbandonato ma vengono avvistati dai partigiani. Martino vuole restare nel casolare perché Elenitza è moribonda e non può essere trasportata; Alessi, sconvolto dagli eventi, prima tenta di abbandonare il gruppo e di fuggire con la scusa di cercare soccorsi, ma viene fermato da Castagnoli sotto la minaccia di un fucile, poi uccide di Elenitza così che non possa intralciare il proseguimento del viaggio. Questo gesto suscita la profonda riprovazione di tutti.
Dopo un'interminabile marcia notturna, il gruppo riesce a raggiungere truppe dell'Esercito Italiano proprio mentre le camicie nere stanno devastando un villaggio per rappresaglia. Alessi finalmente lascia il gruppo. Con l'arrivo alla destinazione, Eftichia non sopporterà il primo contatto con le truppe e ha un ultimo colloquio con Martino, a cui confessa il suo amore, che però non riesce a superare la tragicità degli eventi: i due ragazzi sono irrimediabilmente divisi dal solco creato dalla violenza e dall'odio tra le loro diverse fazioni. Dopo una notte d'amore, il tenente Martino scorta Eftichia fuori dalla città occupata dagli Italiani, le fornisce dei viveri e la guarda allontanarsi sulle montagne greche.

## Critica
Per il Dizionario Mereghetti il film riesce a tenersi lontano dalla retorica e «sa evitare le tentazioni voyeuristiche, ma non certe cadute di tono [...] e qualche scivolata sentimentalistica». Secondo il Dizionario Morandini è «un film diseguale e parzialmente riuscito» che ha il merito di essere «autenticamente antifascista perché denuncia senza mezzi termini le responsabilità e le repressioni italiane in quella guerra d'occupazione».

## Riconoscimenti
- 1965 - Festival di Mosca
  - Premio speciale della giuria